# Universidad de Ningbo
La Universidad de Ningbo (宁波大学; en inglés: Ningbo University, NBU) es una universidad en el distrito de Jiangbei, Ningbo, Zhejiang, China. Se estableció en 1986. Tiene 25.000 alumnos de pregrado.